# Cuiviénen
Cuiviénen est un lieu imaginaire de la Terre du Milieu de l'écrivain britannique J. R. R. Tolkien, qui apparaît dans la Quenta Silmarillion. Il s'agit d'un plan d'eau au bord duquel s'éveillent les premiers Elfes.

## Noms
Le nom quenya Cuiviénen signifie « Eau(x) de l'Éveil », de cuivië « éveil » et nen « eau » ; un équivalent noldorin, Nen-Echui, apparaît dans « Les Étymologies ».

## Histoire
Le Silmarillion indique que les Elfes croyaient que Cuiviénen se trouvait « loin dans l'est et au nord de la Terre du Milieu », et qu'il s'agissait en fait d'une baie de la mer intérieure d'Helcar, dans laquelle se jetaient de nombreux cours d'eau venant de l'est. Il est encore dit que « au cours du temps, la forme des terres et des mers du monde a varié, les fleuves ont changé de lit, même les montagnes se sont déplacées, et il n'est pas de retour possible à Cuiviénen ».

## Création et évolution
Ce lieu est présent dans toutes les versions du « Silmarillion » de Tolkien. Dans les Contes Perdus, écrits au début des années 1920, il apparaît sous le nom de Koivië-néni « Eaux de l'Éveil », sous la forme d'un lac « au plus profond d'une vallée aux pentes revêtues de pins ». Le nom Cuiviénen ou Kuiviénen apparaît dans « L'Esquisse de la Mythologie », vers 1926. L'orthographe avec un K persiste jusque dans les versions tardives du Silmarillion (travaillées après la parution du Seigneur des anneaux), avant d'être remplacée par l'orthographe avec le C dans la révision du chapitre six de la Quenta Silmarillion. Une carte des années 1930 montre le lieu d'éveil des Elfes comme un point situé sur la côte orientale de la grande mer d'Helkar. Cette idée persiste dans « The Annals of Aman », écrites dans les années 1950, avec une formulation que Christopher Tolkien a reprise dans Le Silmarillion publié en 1977.
Cependant, Tolkien changea à nouveau d'avis quelques années plus tard, dans l'essai linguistique « Quendi and Eldar », du début des années 1960, où il parle « du lac et de la chute d'eau de Cuiviénen ». Un texte de la même période, intitulé « Cuivienyarna » et conçu comme une version simplifiée de la légende de l'éveil des Elfes, décrit de la même façon Cuiviénen comme un lac surplombé par une falaise d'où coule une cascade, description que Christopher Tolkien qualifie de « retour au […] Livre des Contes Perdus », où les alentours de Koivië-néni sont décrits comme « accidentés ».
La plupart des auteurs ayant écrit sur Tolkien préfèrent toutefois suivre Le Silmarillion : dans son Atlas of Middle-earth, Karen Wynn Fonstad reprend les cartes des années 1930 et place Cuiviénen sur la rive orientale de la mer d'Helcar.

## Adaptations et héritage
L'Éveil des Elfes à Cuiviénen n'a jamais été adapté cinématographiquement mais il a inspiré des dessinateurs, comme Ted Nasmith, dont l'illustration est parue dans la version illustrée du Silmarillion et dans le 2000 Tolkien Calendar où elle représente août.
Le groupe Fauns a composé une chanson intitulée Cuiviénen dans son album Leaffall.

### Note
1. ↑  Une coquille dans Le Silmarillion publié l'orthographie Cuivénen.